# Rävspel (TV-serie)
Rävspel är en svensk miniserie i tre delar som sändes i TV2 i december 1972. Regissör var Jackie Söderman, manus skrevs av Bo Andersson och Göran Holmberg.

## Rollista
- Sören Söderberg – Martin Martinsson
- Lisskulla Jobs – Astrid Gustavsson
- Gunnar Ekwall – Fritz Gustavsson
- Rune Turesson – Ulf Rydberg
- Jörgen Barwe – George Pålsson
- Per-Axel Arosenius – Eskilsson
- Arne Strand – Rolf Gustavsson
- Urban Eldh – Uno Martinsson
- Rune Jansson – Plåt-Anders
- Olof Huddén – Bror Lundgren
- Carl-Olof Ek – Blom
- Brigitte Ornstein – Pershagen [1]
- Lars Barringer – advokat Melander
- Else Marie Brandt – Inga Eskilsson
- Percy Brandt – Arvid Bergström
- Doris Funcke – Berit
- Hans Polster – Göte Persson
- Hans Råstam – S.G. Svensson
- Bo Swedberg – värderingsman
- Claes Sylwander – Dr. Bohlin
- Ragnar Sörman – journalist
- Karl-Magnus Thulstrup – svärfadern
- Brit Eklund-Ångström – Marit Persson